# Torremenga
Torremenga és un municipi de la província de Càceres, a la comunitat autònoma d'Extremadura (Espanya). El 2023 tenia 610 habitants.